# قمری زمینی کالدونیای جدید
قمری زمینی کالدونیای جدید (نام علمی: Pampusana longitarsus) یک گونه بزرگ و منقرض‌شده از قمری زمینی Pampusana در خانواده کبوتران و بزرگ‌ترین عضو از سردهٔ آن است. این گونهٔ بومی جزیره کالدونیای جدید در ملانزی در منطقه جنوب غربی اقیانوس آرام بود. این از استخوان‌های زیرفسیلی یافت‌شده در پایگاه دیرین‌شناسی غارهای پیندای در ساحل غربی Grande Terre توصیف شده است. لقب خاص به استخوان مچی-کفی باریک و کشیده یا استخوان ساق پای این گونه اشاره دارد.